# Tovaritch (comédie musicale)
Tovarich est une comédie musicale de 1963 en deux actes de David Shaw, avec une musique de Lee Pockriss et des paroles d'Anne Croswell d'après la comédie de Jacques Deval et Robert E. Sherwood.

## Productions
La comédie musicale débute à New York au Broadway Theatre le 18 mars 1963, puis est transférée au Majestic Theatre et au Winter Garden Theatre. Elle a un total de 264 représentations.
La mise en scène est de Peter Glenville et la choréographie est d'Herbert Ross. Le casting original inclut Vivien Leigh, Jean-Pierre Aumont, George S. Irving (en), Louise Kirtland, Alexander Scourby et Louise Troy (en).
Vivien Leigh remporte le Tony Award de la meilleure actrice dans une comédie musicale. Leigh quitte la production en raison d'une maladie. Sa doublure, Joan Copeland, reprend le rôle le 7 octobre 1963 et est remplacée par Eva Gabor le 21 octobre 1963.

## Chansons
| Acte I - Nitchevo - I Go to Bed - You'll Make an Elegant Butler (I'll Make an Elegant Maid)¹ - Stuck With Each Other - Say You'll Stay - You Love Me - Introduction Tango - That Face - Wilkes-Barre, Pa. - No! No! No! - A Small Cartel | Acte II - It Used to Be - Make a Friend - The Only One - Uh-Oh! - Managed - I Know the Feeling - All for You - Grande Polonaise |

¹ - musique et paroles de Joan Javits et Philip Springer.

## Prix et récompenses
| Année | Prix       | Catégorie                                              | Candidat         | Résultat |
| ----- | ---------- | ------------------------------------------------------ | ---------------- | -------- |
| 1963  | Tony Award | Meilleure actrice dans une comédie musicale            | Vivien Leigh     | Lauréate |
| 1963  | Tony Award | Meilleur second rôle féminin dans une comédie musicale | Louise Troy (en) | Nommée   |